# ساعت گرینویچ

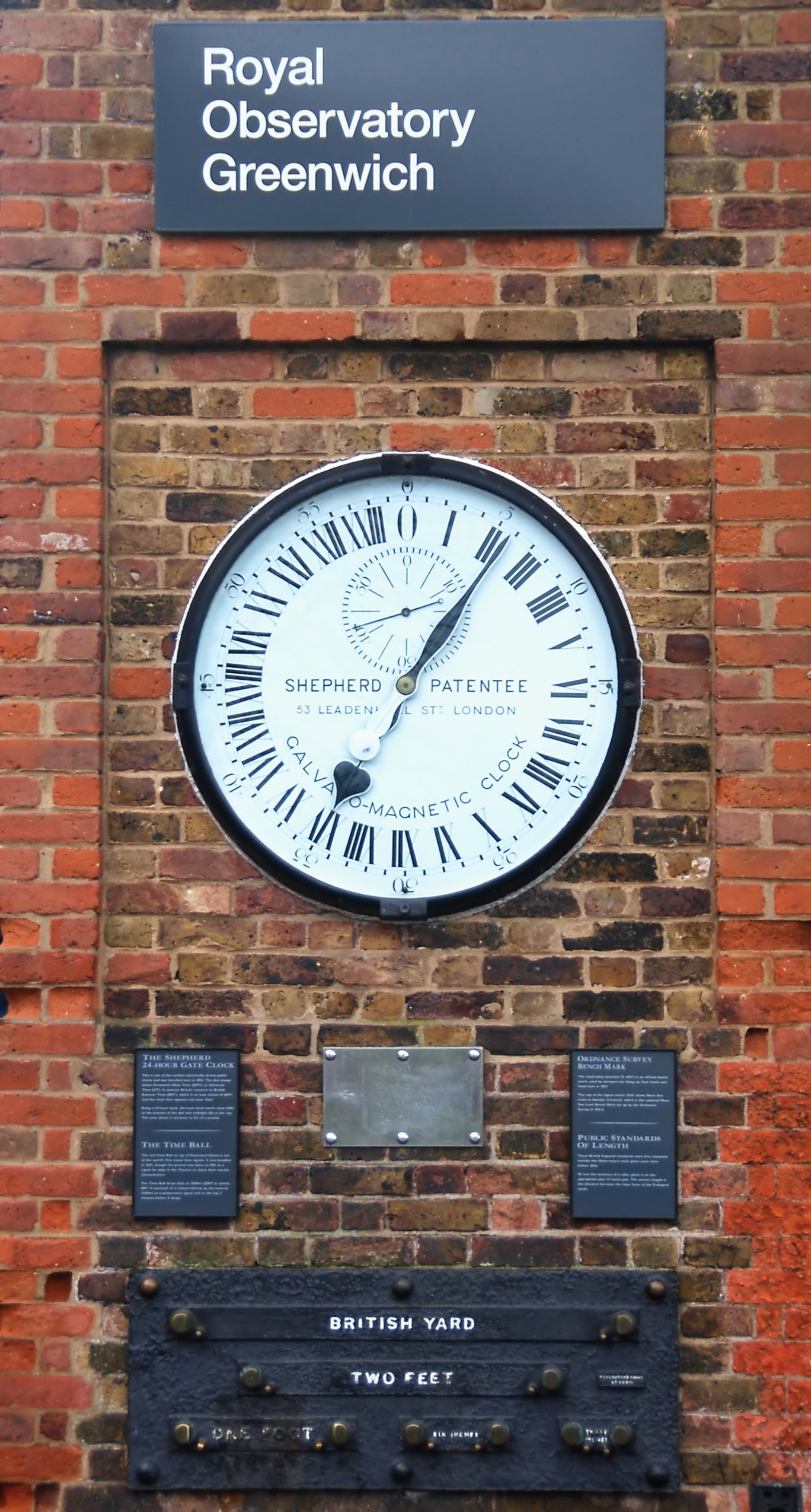
ساعت استاندارد گرینویچ

ساعت جهانی یا به وقت گرینویچ (به انگلیسی: Greenwich Mean Time) که به صورت مخفف به آن «GMT» نیز می‌گویند، به ساعت جاری دهکده گرینویچ در نزدیکی شهر لندن اشاره دارد. این ساعت در رصدخانه سلطنتی گرینویچ و بر اساس موقعیت خورشید تنظیم می‌شود.
گرینویچ تقریباً چیزی معادل ساعت هماهنگ جهانی (UTC) است با این تفاوت که عمدتاً توسط مراکز وابسته به بریتانیا همچون بی‌بی‌سی، نیروی دریایی سلطنتی و معدود کشورهای عربی مورد استفاده قرار می‌گیرد. کشورهایی همچون استرالیا، آفریقای جنوبی، هند و پاکستان و ایران نیز از این استاندارد استفاده می‌کنند. البته در بریتانیا «جی‌ام‌تی» فقط در طول زمستان مورد استفاده قرار می‌گیرد و با تغییر فصل به تابستان از ساعت تابستانی بریتانیا یا بی.اس.تی (BST) که مخفف عبارت «British Summer Time» استفاده می‌شود.

## تاریخچه
در قرن نوزدهم، نگهداشتن زمان کاری شخصی بود. معمولاً ساعت ساز شهر یا ساعت بزرگی که در شهر نصب کرده بودند، نمایش دهنده ساعت رسمی آنجا می‌بود. در این بین عده‌ای نیز با حرکت هفتگی به نقاط مختلف و تنظیم ساعت مردم آنجا شروع به راه‌اندازی کسب و کاری برای خود کرده بودند. با گسترش ارتباطات و امکان سفر انسان به مناطق دوردست، خصوصاً در دهه ۱۸۴۰ که صنعت راه آهن توسعه یافت این مشکل شکلی جدی به خود گرفت. زیرا به عنوان مثال وقت هر قطار بر اساس ساعت محلی یک شهر تنظیم می‌شد که با شهر دیگر متفاوت بود.
در همان اوایل (۱۸۴۰) انگلیسی‌ها تصمیم گرفتند که شرکت‌های راه‌آهن و لوکوموتیوها، ساعت‌های خود را به شکل مداوم با ساعت لندن هماهنگ کرده تا این مشکل برطرف شود و این روش تا ۷ سال بعد از آن اجرا می‌شد که در سال ۱۸۴۷ شرکت‌های راه‌آهن موظف به هماهنگ کردن ساعت‌های خود با گرینویچ به جای لندن شدند. این امر تا سال ۱۸۴۸ در تمام شرکت‌های راه‌آهن انگلیس عملی شد. ۵ سال بعد نیز دیگر شرکت‌های انگلیسی هم این کار را انجام دادند.
به دنبال تغییرات ساعت در انگلیس، آمریکایی‌ها نیز در فکر استفاده از گرینویچ به عنوان یک ساعت رسمی افتادند. این تصمیم در ظهر روز ۱۸ نوامبر و با فرستادن هم‌زمان سیگنال ساعت از طریق تلگراف به شهرهای بزرگ آمریکا عملی شد. تا پیش از این بیش از ۳۰۰ ساعت محلی مختلف در آمریکا وجود داشت.
نهایتاً در کنفرانس بین‌المللی که در این خصوص در شهر واشینگتن برگزار شد، سران ۲۵ کشور دنیا تصمیم گرفتند که گرینویچ را به عنوان ساعت استاندارد جهانی قبول کنند. البته عمده دلیل اینکه چرا گرینویچ انتخاب شد، این بود که آمریکا پیش‌تر شروع به استفاده از این استاندارد در ایالت‌های خود کرده بود و امکان تغییر همه آن‌ها را مجدداً نداشت.

## محاسبهٔ تفاوت ساعت
برای محاسبهٔ فاصلهٔ محل خود با گرینویچ، نیاز به داشتن یک نقشه با خطوط طول و عرض جغرافیائی است. ابتدا باید محل خود را بر روی نقشه پیدا کرده و بعد خطوط مابین خود و خط نصف النهار مبدأ را شمارش کنید. فاصله شما پیدا می‌شود.
حال باید دید که شما از گرینویچ جلوتر هستید یا عقب‌تر. برای این کار توجه کنید که موقعیت شما در غرب خط نصف النهارست یا شرق:
- اگر در غرب بودید یعنی ساعت شما از گرینویچ عقب‌ترست. پس در کنار ساعت یک منفی اضافه کنید.
- اگر در شرق بودید یعنی اینکه ساعت شما جلوتر از گرینویچ است پس یک مثبت اضافه کنید.[۷]

به عنوان مثال نیویورک. اگر خطوط بین نیویورک و خط نصف النهار مبدأ را شمارش کنید، عدد ۵ به دست می‌آید. این ۵ یعنی ساعت که می‌شود ۰۵:۰۰
از آنجا که نیویورک در غرب گرینویچ است پس از گرینویچ عقب‌ترست و این یعنی یک منفی هم باید اضافه کنید.